# Silvergumpseglare
Silvergumpseglare (Rhaphidura leucopygialis) är en fågel i familjen seglare. Den förekommer i skogsområden i Sydostasien från Burma till Stora Sundaöarna. Beståndet anses vara stabilt.

## Utseende och läte
Silvergumpseglare är en liten (11 cm) seglare med en typisk vingform, med böjd yttre del och utbuktande inre del men innupen intill kroppen. Stjärten är tvärt avskuren, utbredd rundad, med taggformade fjäderspetsar som sticker ut upp till fyra millimeter utanför fanet. Fjäderdräkten är djupt blåsvart med tydligt kontrasterande gråvitt på övre stjärttäckare och övergump, på håll vitt. Ungfågeln liknar den adulta, men fjäderdräkten är inte lika glansig och övre stjärttäckarna kortare. Lätet består av ett snabbt tjatter, inte olikt husseglare, men även ett ljust "tirrr-tirrr".

## Utbredning och systematik
Fågeln återfinns från södra Myanmar till Malackahalvön, Stora Sundaöarna och Bangka.  Den behandlas som monotypisk, det vill säga att den inte delas in i några underarter.

## Levnadssätt
Arten hittas i låglänta områden, på Sumatra upp till 600 meters höjd, 1500 meter på Java och 1250 meter på Malackahalvön. Den ses över skogar och plantage, ofta nära vatten. Mer oregelbundet ses den även nära bebyggelse. Fågeln födosöker vid gläntor och klippsprång i skogar, vanligen över 30 meter upp i luften, dock generellt lägre än andra seglare som Hirundapus och stubbstjärtseglare.

### Häckning
Häckningsbiologin är dåligt känd. I maj och juni troddes ett antal fåglar häcka i ett ihåligt träd i Borneo, möjligen i en koloni. Den har observerats para sig i luften i mitten av februari och ägg har noterats i mars på Malackahalvön.

## Status
Arten har ett stort utbredningsområde och beståndet anses stabilt. Internationella naturvårdsunionen IUCN listar den därför som livskraftig (LC). Den tros ändå vara utsatt för hot från habitatfragmentering och skogsavverkning. Arten är lokalt vanlig i rätt miljö, dock ovanlig på Java. Studier har också visat att av fåglar födosökande i luften i västra Malaysia var denna ovanligast av alla seglararter i området.